# Ricarda Lang
Ricarda Lang (Filderstadt, 17 de enero de 1994) es una política alemana ( Alianza 90/Los Verdes). Desde 2019 hasta 2022 fue colíder adjunta del partido junto a Jamila Schäfer, y en 2022 fue elegida copresidente del partido junto a Omid Nouripour, ejerciendo como tal hasta 2024.

## Biografía
En 2012 Lang empezó a estudiar derecho en la Universidad de Heidelberg y desde 2014 hasta 2019 en la Universidad Humboldt de Berlín, pero no obtuvo ningún título.
Lang se unió a Alianza 90/Los Verdes en 2012. Desde 2017 hasta 2019, se desempeñó como presidenta de la Juventud Verde.
Desde 2019, Lang fue parte del liderazgo nacional de la Alianza 90/Los Verdes en torno a los copresidentes Annalena Baerbock y Robert Habeck.
Lang fue candidata en las elecciones al Parlamento Europeo de 2019, sin conseguir una banca.
En las elecciones federales alemanas de 2021, Lang intentó obtener un mandato directo en el distrito Backnang-Schwäbisch Gmünd, pero fue derrotada. Ingresó al Bundestag a través de la lista estatal.
En las negociaciones para formar la llamada "coalición semáforo" entre el SPD, los Verdes y el FDP tras las elecciones federales de 2021, Lang encabezó la delegación de su partido en el grupo de trabajo sobre igualdad; sus copresidentes de los otros partidos fueron Petra Köpping y Herbert Mertin.
En el parlamento, Lang ha sido miembro del Comité de Asuntos Laborales y Sociales y del Comité de Familias, Personas Mayores, Mujeres y Jóvenes desde 2021.
Lang es el primer miembro abiertamente bisexual del Bundestag alemán.
En 2022 fue elegida copresidente del partido junto a Omid Nouripour.

## Posiciones políticas
Los puntos políticos centrales de Lang son la justicia social y la política climática; se adscribe al ala izquierda del partido. Además, defiende el feminismo y la positividad corporal. Apuesta por enfoques colectivistas para encontrar soluciones, que explica con el ejemplo de la política climática: en lugar de criticar el comportamiento individual de consumo de la gente, hay que dirigirse a la política y exigir, por ejemplo, "que se decida una eliminación progresiva del carbón o que se deje de subvencionar al empresario que destruye el medio ambiente". Describe la individualización de estos problemas como un "truco para desviar la atención de la culpabilidad de las empresas y la responsabilidad de la política".
Sus reivindicaciones políticas incluyen o han incluido un aumento de las tasas Hartz IV, mejores salarios para los cuidadores, límites al empleo precario, más apoyo a las personas que viven en zonas rurales y la aceptación de refugiados cuyos países de origen se están volviendo inhabitables debido a las cambiantes condiciones climáticas. En este contexto, Lang hizo campaña para ofrecer la ciudadanía de la UE a los residentes de los estados insulares del Pacífico amenazados de desaparición por el aumento del nivel del mar.
En cuanto a la política del mercado laboral, Lang también aboga por una reducción de la jornada laboral estándar de las 40 horas actuales, por un lado, para crear el espacio necesario para repartir más equitativamente el trabajo de cuidados entre los sexos y, por otro, para preservar los puestos de trabajo en sectores afectados por el cambio estructural. En este sentido, elogió la propuesta del IG Metall de introducir una semana laboral de 4 días en la industria del automóvil.